# Zouhair Rahil
Zouhair Rahil, né le 26 novembre 1993, est un coureur cycliste marocain.

## Biographie
En 2015, Zouhair Rahil devient champion de Maroc sur route espoirs. Il domine également le Tour du Sénégal en remportant les deux premières étapes ainsi que le classement général de l'épreuve. Il devance son dauphin Patrick Kos de près de sept minutes,.

## Palmarès et résultats

### Palmarès par année
- 2009
  - 3e du championnat du Maroc sur route cadets
- 2015
  -  Champion de Maroc sur route espoirs
  - Tour du Sénégal :
    - Classement général
    - 1re et 2e étapes
- 2023
  - Grand Prix de Sidi Bernoussi
  - Tour du Fleuve Sénégal :
    - Classement général
    - 1re, 2e et 6e étapes
- 2024
  - 3e étape du Tour du Mali
  - Casamance Cyclisme Tour :
    - Classement général
    - 1re et 4e étapes

### Classements mondiaux
| Année           | 2015 |
| --------------- | ---- |
| UCI Africa Tour | 78e  |